# 源道良
源 道良（みなもと の みちよし）は、平安時代後期の公卿。醍醐源氏高明流、中納言・源資綱の次男。官位は従三位・太皇太后宮権大夫。

## 経歴
後冷泉朝末の治暦3年（1067年）左近衛少将に任ぜられると、後冷泉・後三条・白河の三朝13年に亘って近衛少将を務める。
承暦4年（1080年）左馬頭に遷ると、これを堀河朝半ばまで15年近く務める。この間に春宮・実仁親王の春宮権亮を務めたほか、寛治元年（1087年）には輔仁親王の元服において理髪を務めている。
寛治8年（1094年）大蔵卿に遷り、康和2年（1100年）には従三位に叙され公卿に列す。康和4年（1102年）太皇太后宮権大夫を兼ねた。
鳥羽朝の天永2年（1111年）4月24日に腫物により薨去。享年62。特別才智は無かったという。

## 官歴
注釈のないものは『公卿補任』による。
- 治暦3年（1067年） 2月6日?：左近衛少将[3]
- 承暦4年（1080年） 正月28日?：左馬頭、止左少将
- 時期不明：春宮権亮（春宮・実仁親王）[2]。但馬権守
- 時期不詳：正四位下
- 寛治8年（1094年） 5月4日：見左馬頭。7月13日：見大蔵卿[4]
- 康和2年（1100年） 6月19日：従三位（自高陽院還宮賞）、大蔵卿但馬権守如元
- 康和4年（1102年） 11月14日：太皇太后宮権大夫（太皇太后・章子内親王）
- 天永2年（1111年） 4月24日：薨去

## 系譜
- 父：源資綱
- 母：源道方の娘
- 妻：源高房の娘
  - 男子：源俊兼（?-?）
- 生母不明の子女
  - 男子：源顕良
  - 男子：源道経
  - 男子：源宗時
  - 男子：豪覚（?-?）
  - 男子：隆実